# Секст Апулей (консул 14 г.)
Вижте пояснителната страница за други личности с името Секст Апулей.
Секст Апулей III (на латински: Sextus Appuleius) e римски политик, сенатор и консул през ранния 1 век.

## Биография
Той е син на Квинтилия и Секст Апулей II (консул през 29 пр.н.е.). Внук е на Августовата доведена сестра Октавия Старша и Секст Апулей I (градски претор).
Като млад той се жени с Фабия Нумантина, дъщеря на Африкан Фабий Максим (консул 10 пр.н.е.) и има с нея син Секст Апулей IV. Секст Апулей се жени по-късно за Клавдия Марцела Старша, дъщеря на Гай Клавдий Марцел и Октавия Младша (сестра на император Август) и има с нея дъщеря Апулея Варила.
Секст Апулей става консул през 14 г. заедно с колега Секст Помпей и двамата се кълнат във вярност на новия император Тиберий.